# Sillègue (Pyrénées-Atlantiques)
Pour les articles homonymes, voir Sillègue.
Sillègue est une ancienne commune française du département des Pyrénées-Atlantiques. Le 14 avril 1841, la commune fusionne avec Arbérats pour former la nouvelle commune de Arbérats-Sillègue.

## Géographie
Le village fait partie du pays de Mixe, dans la province basque de Basse-Navarre.

## Toponymie
Son nom basque est Zilhekoa (ou Silhecoa).
Le toponyme Sillègue apparaît sous les formes 
Sanctus Petrus de Silegue (1160), 
Sileugue (1316), 
Silegoe (1350), 
Silleugue (1413), 
Silegoe (1472, notaires de Labastide-Villefranche), 
Silengoa (1513, titres de Pampelune),  
Sillègue-les-Domezain (1734, règlement de la cour de Licharre) et 
Sillegue (1793 et 1801, Bulletin des lois).

## Démographie
En 1350, six feux sont signalés à Sillègue.
Le recensement à caractère fiscal de 1412-1413, réalisé sur ordre de Charles III de Navarre, comparé à celui de 1551 des hommes et des armes qui sont dans le présent royaume de Navarre d'en deçà les ports, révèle une démographie en forte croissance. Le premier indique la présence de 5 feux, le second de 22 (20 + 2 feux secondaires). 
Le recensement de la population de Basse-Navarre de 1695 dénombre 20 feux à Sillègues.
| 1793 | 1800 | 1806 | 1821 | 1831 | 1836 |
| ---- | ---- | ---- | ---- | ---- | ---- |
| 100  | 115  | 111  | 102  | 109  | 125  |

## Pour approfondir